# Geranomyia glauca
Geranomyia glauca är en tvåvingeart som beskrevs av Alexander 1916. Geranomyia glauca ingår i släktet Geranomyia och familjen småharkrankar. Inga underarter finns listade i Catalogue of Life.